# Bêtisier
Un bêtisier (bloopers ou gag-reel en anglais,) est un recueil ou un montage de courts extraits de film ou de production vidéo présentant une erreur ou un oubli de la part de l'équipe de production ou des membres de la distribution. Les bêtisiers sont souvent présentés dans divers programmes télévisés conçus à cet effet, durant le générique de fin d'un film (le plus souvent dans les comédies), ou parmi les suppléments des DVD.
Le terme (blooper) a été créé par le producteur américain Kermit Schafer (en) qui produisit plusieurs albums de musique dans les années 1950 et 1960.

## Causes
Un bêtisier est souvent créé à la suite d'erreurs de la part des comédiens : fou rire, oubli du texte, trébuchement, accident, erreurs diverses dans les gestes ou les paroles et réflexe inapproprié. Les bévues peuvent tout aussi bien provenir des éléments extérieurs : bruits, animaux incontrôlables, bris mécanique, nature et présence inappropriée. Elles peuvent aussi être le résultat d'une erreur de la part de l'équipe de tournage ou d'enregistrement (dans le cas d'émissions d'information ou de causeries télévisuelles) : problème au niveau de la caméra, de la prise de son, réflexe intempestif (éternuement...), trébuchement et problème dans la transmission de l'information.

## Faux bêtisiers
Il existe des faux bêtisiers au cinéma (ou plus rarement à la télévision), uniquement voués à faire rire le spectateur, le plus souvent dans les films d'animation, comme dans Toy Story des studios Pixar.